# 구로기적의도서관
구로기적의도서관은 서울특별시 구로구에 있는 어린이 도서관이다.

## 연혁
- 2019년 8월 27일 개관.

## 이용 안내
이용 시간
- 어린이자료실(2층): 평일 10:00~19:00, 주말 10:00~17:00
- 청소년가족자료실(3층): 평일 10:00~20:00, 주말 10:00~17:00

휴관일
- 매주 월요일
- 임시 휴관일: 도서관 사정으로 임시로 정하는 휴일
- 일요일을 제외한 법정 공휴일 (일요일과 공휴일이 겹치는 경우 휴관)